# Andrzej Dobrzyński (dyplomata)
Andrzej Dobrzyński (ur. 1945 w Warszawie) – polski dyplomata, w latach 2000–2006 chargé d’affaires i ambasador RP w Republice Macedonii.

## Życiorys
Andrzej Dobrzyński jest absolwentem Wyższej Szkoły Języków Obcych Uniwersytetu Warszawskiego (1967). Całe zawodowe życie związany z Ministerstwem Spraw Zagranicznych, zaczynając od stanowiska stażysty w centrali MSZ. Pracował w Międzynarodowej Komisji Nadzoru i Kontroli w Indochinach (1967–1968). Przebywał na placówkach w Oslo jako attaché, w Waszyngtonie jako II i I sekretarz (1982–1986), w Kairze (1995–1999). Był obserwatorem wyborów w Namibii. Był kierownikiem wydziału w Gabinecie Ministra. Od 20 stycznia 2000 kierował ambasadą RP w Skopje jako chargé d’affaires. Od 19 sierpnia 2003 swoją funkcję, w związku z podniesieniem klasy placówki, pełnił w randze ambasadora. Kadencję zakończył 20 grudnia 2006.